# Боевая машина поддержки танков

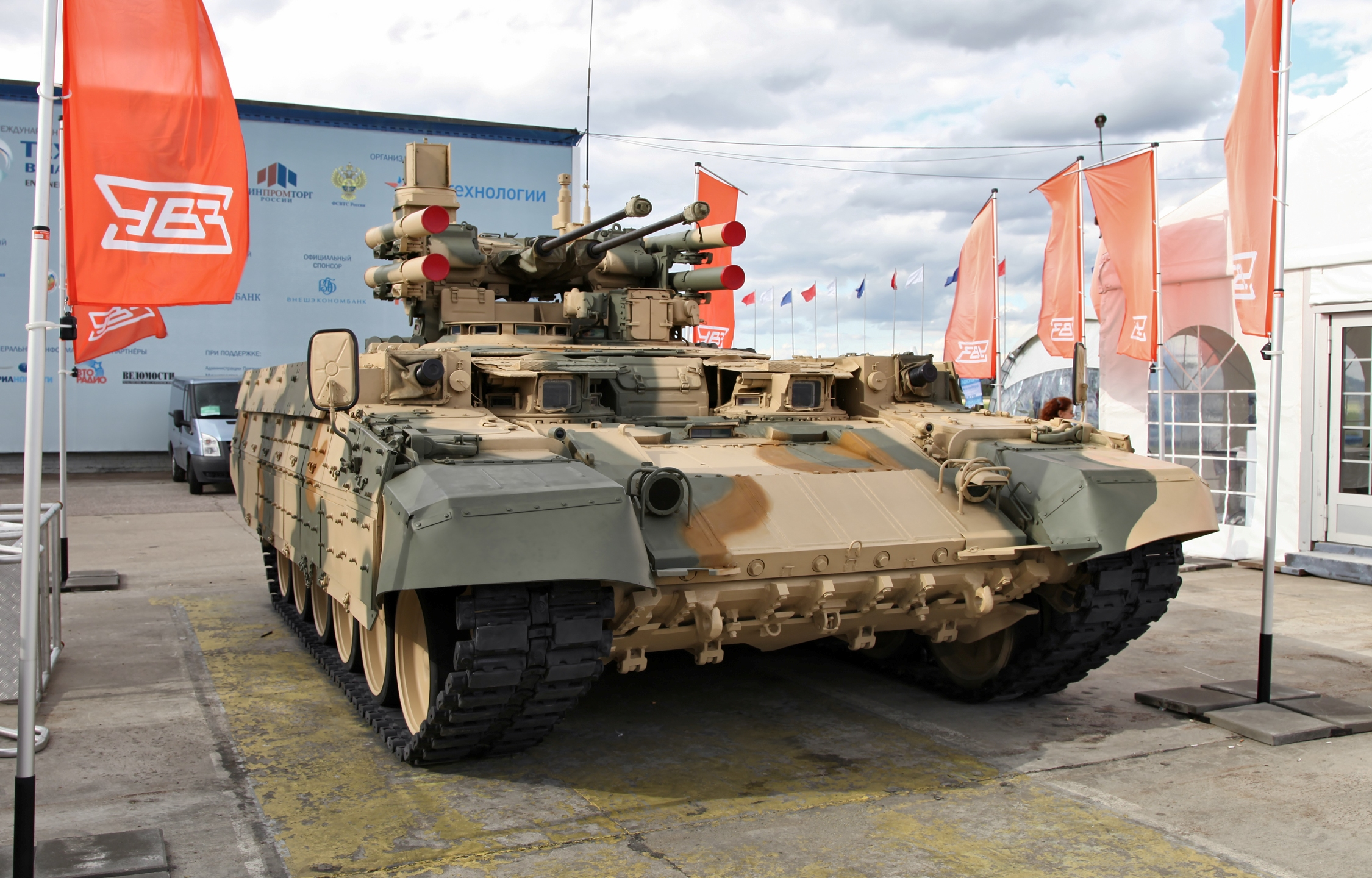
Боевая машина поддержки танков «Терминатор».

Боевая машина поддержки танков (БМПТ) — боевая машина (БМ), предназначенная для ведения боевых действий в боевом порядке бронетанковых (танковых) и иных войск и огневой поддержки танков на поле боя, а также для проведения контртеррористических и миротворческих операций.
Машина призвана бороться со стрелками (пехотой), вертолётами и легкобронированной техникой, представляющими угрозу для танков на поле боя. Первой машиной данного класса являлся Объект 781, разработанный в Союзе ССР в 1980-х годах на опытном заводе № 100, ЧТЗ. Последней моделью является БМПТ «Терминатор 2017», выпущенный на Уралвагонзаводе.

## Концепция

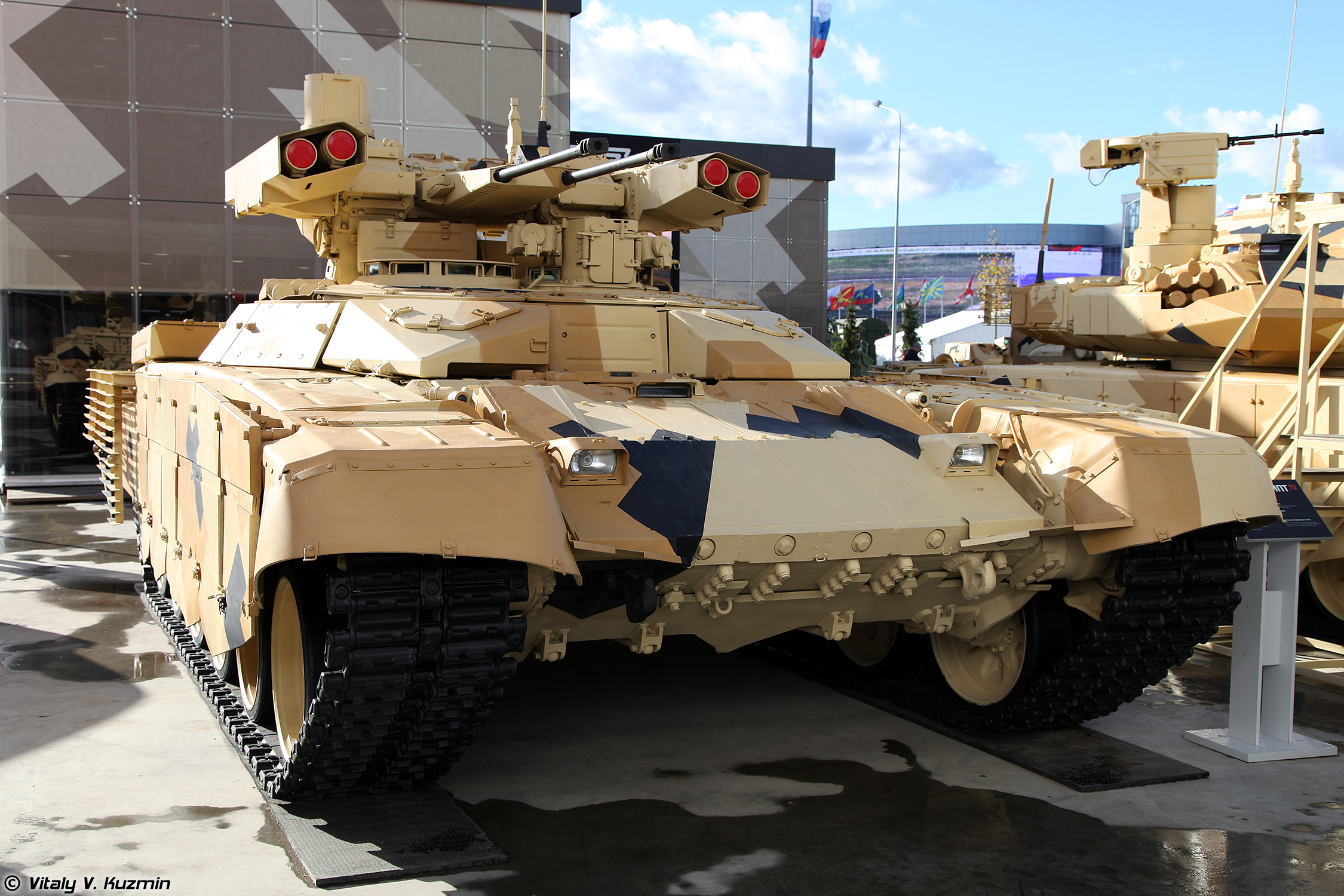
Терминатор-2 на форуме «Армия-2016» в парке «Патриот».

Появившаяся в начале 1980-х годов в СССР концепция БМПТ предполагала, что машина должна иметь броню как у танка, ПТУРы как на БМП, и скорострельные пушки как на ЗСУ. БМПТ является реализацией альтернативной концепции организации боевого порядка танковых войск. БМПТ призвана заменить на поле боя мотострелковый десант, который обеспечивает защиту танков от поражения противотанковыми средствами вероятного противника.
БМПТ предназначена для эффективного подавления живой силы вероятного противника, оснащённой гранатомётами, стрелковым и пехотным противотанковым оружием. БМПТ также способна поражать с ходу и с места танки, БМП, ДОТы, ДЗОТы и другие защищённые и высокозащищённые цели, преодолевать по дну водные преграды.

## Перспективы
Радикально новая концепция решения проблемы сопровождения танков на поле боя негативно сказалась на судьбе данного класса (вида) машин. Несмотря на перспективность, эта концепция фактически требует перестроить всю концепцию ведения современной войны и, следовательно, кардинально изменить организационно-штатную структуру формирований вооружённых сил, что в свою очередь требует больших финансовых и организационных усилий.
По состоянию на май 2018 года БМПТ приняты на вооружение только в России и Республике Казахстан. Сухопутные войска Казахстана видят применение принятых на вооружение БМПТ в качестве машины командира противотанкового подразделения: одна БМПТ, вооруженная ракетами типа 9М120-1 (9М120-1Ф), на три боевые машины 9П149 СПТРК «Штурм-С», вооруженных ракетами типа «Штурм» 9М114 (9М114Ф) и «Атака» 9М120 (9М120Ф) и 9М120-1 (9М120-1Ф). В этом качестве БМПТ демонстрировались на боевом параде 7 мая 2013 г. на полигоне Отар, при этом, после выполнения четырёх пусков противотанковых управляемых ракет 9М120-1 с БМПТ № 501 и 503, было продемонстрированы возможности БМПТ выполнять функции боевого охранения БМ 9П149 огнём стрелково-пушечного вооружения.
На выставке RAE-2013 прошла мировая премьера БМПТ-72 (Объект 183), выполненной на шасси танка Т-72. Серийное изготовление БМПТ-72 декларировано на сайте ОАО «НПК „Уралвагонзавод“» в разделе «Спецпродукция» под названием «Боевая машина огневой поддержки „Терминатор“», при этом БМПТ на шасси Т-90 (объект 199) имеет название «Боевая машина поддержки танков „Терминатор-2“».

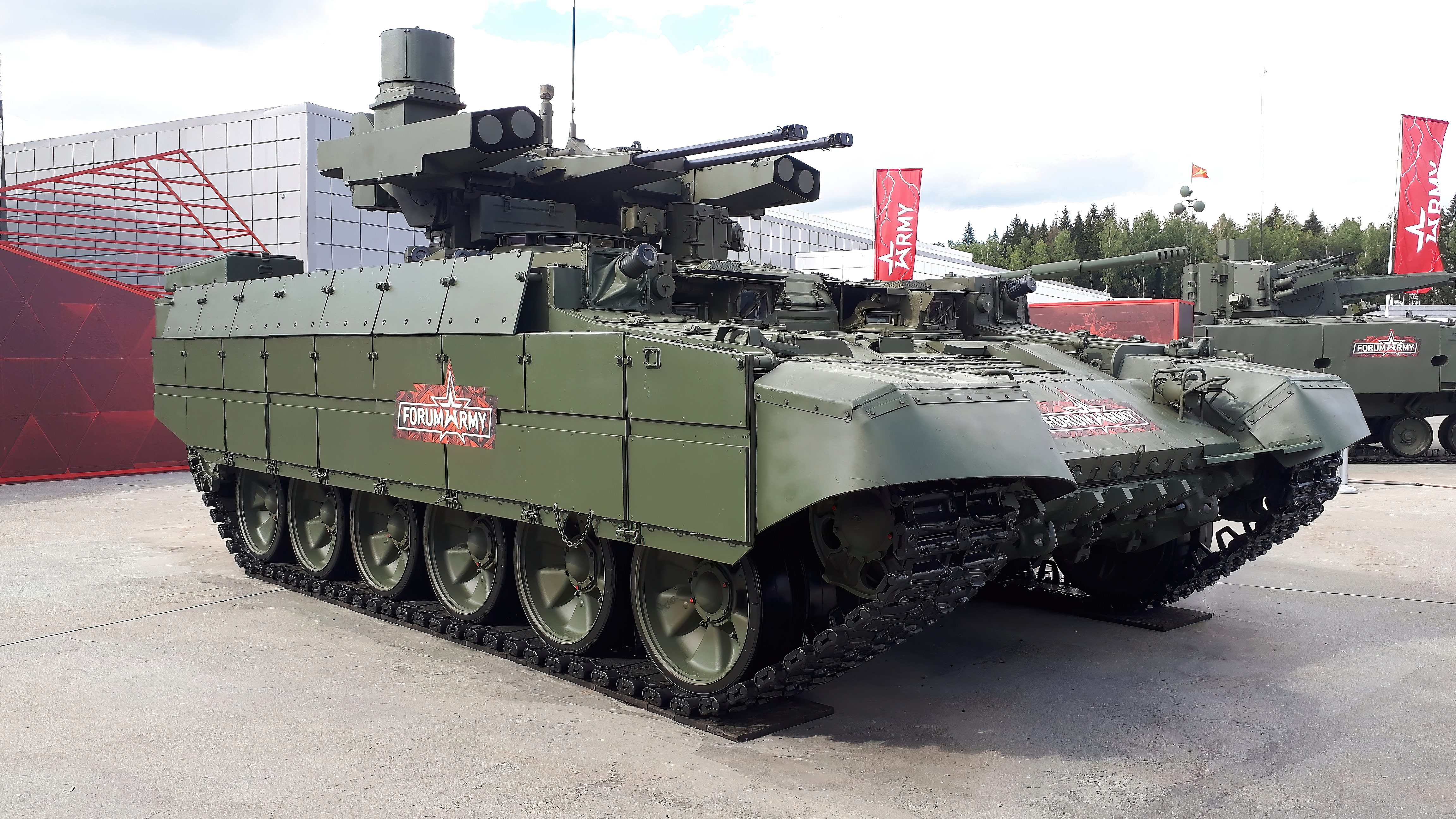
«Терминатор» на выставке «Армия-2020».

В августе 2017 года Минобороны России приобрело неназванное число БМПТ «Терминатор». Генеральный директор — главный конструктор АО «Уральское конструкторское бюро транспортного машиностроения» Андрей Терликов 9 сентября 2017 года сообщил, что «Российская боевая машина поддержки танков (БМПТ) была опробована в боевых условиях в Сирии». В апреле 2018 года в корпорации «Уралвагонзавод» заявили, что Правительство России приняло на вооружение боевые машины поддержки танков (БМПТ) «Терминатор», и была передана первая партия в 10 штук. БМПТ с модернизированными пусковыми установками ракет 9М120-1 из состава КУВ "Атака-Т" и бронезащитой ракет приняты на вооружение российской армии 05.05.2018 г. Эти машины впервые приняли участие в параде Победы на Красной площади, а затем поступили в воинские части для опытно-боевой эксплуатации.